# Jean-Claude Désir
Jean-Claude Désir   (Haití, 8 d'agost de 1946) fou un futbolista haitià de la dècada de 1970.
Fou 24 cops internacional amb la selecció d'Haití amb la qual participà en la Copa del Món de futbol de 1974.
Pel que fa a clubs, destacà a Aigle Noir AC.